# Copa annulata
Copa annulata là một loài nhện trong họ Corinnidae.
Loài này thuộc chi Copa. Copa annulata được Eugène Simon miêu tả năm 1896.